# Hołosijiwśka
Hołosijiwśka (ukr. Голосіївська) – jedna ze stacji kijowskiego metra na linii Obołonśko-Teremkiwśkiej. Została otwarta 15 grudnia 2010. 
Nazwa stacji nawiązuje do rejonu hołosijiwskiego, w którym się znajduje, w pobliżu placu Hołosijiwskiego.